# Sci di fondo ai XXII Giochi olimpici invernali - Staffetta femminile
La staffetta femminile 4x5 chilometri di sci di fondo dei XXII Giochi olimpici invernali di Soči si è svolta il 15 febbraio 2014 sul tracciato di Krasnaja Poljana. Le squadre erano composte da quattro fondiste, due delle quali hanno disputato le proprie frazioni a tecnica classica, mentre le restanti due a tecnica libera.
La nazionale svedese ha vinto la medaglia d'oro, quella finlandese la medaglia d'argento e quella tedesca la medaglia di bronzo.
Detentrice del titolo era la nazionale norvegese (formata dalle fondiste Vibeke Skofterud, Therese Johaug, Kristin Størmer Steira e Marit Bjørgen), che aveva vinto a Vancouver 2010, sul tracciato di Whistler (in Canada) precedendo la nazionale tedesca (medaglia d'argento) e la nazionale finlandese (medaglia di bronzo).

## Finale
| Pos.    | Atlete                                                                    | Nazione     | Tempo   | Distacco |
| ------- | ------------------------------------------------------------------------- | ----------- | ------- | -------- |
| Oro     | Ida Ingemarsdotter Emma Wikén Anna Haag Charlotte Kalla                   | Svezia      | 53'02"7 | -        |
| Argento | Anne Kyllönen Aino-Kaisa Saarinen Kerttu Niskanen Krista Pärmäkoski       | Finlandia   | 53'03"2 | +0"5     |
| Bronzo  | Nicole Fessel Stefanie Böhler Claudia Nystad Denise Herrmann              | Germania    | 53'03"6 | +0"9     |
| 4       | Aurore Jéan Célia Aymonier Anouk Faivre-Picon Coraline Hugue              | Francia     | 53'47"7 | +45"0    |
| 5       | Heidi Weng Therese Johaug Astrid Uhrenholdt Jacobsen Marit Bjørgen        | Norvegia    | 53'56"3 | +53"6    |
| DSQ     | Julija Ivanova Ol'ga Kuzjukova Natal'ja Žukova Julija Čekalëva            | Russia      | 54'06"3 | +1'03"6  |
| 7       | Kornelia Kubińska Justyna Kowalczyk Sylwia Jaśkowiec Paulina Maciuszek    | Polonia     | 54'38"9 | +1'36"2  |
| DSQ     | Virginia De Martin Topranin Elisa Brocard Marina Piller Ilaria Debertolis | Italia      | 55'19"9 | +2'17"2  |
| 9       | Kikkan Randall Sadie Bjornsen Liz Stephen Jessica Diggins                 | Stati Uniti | 55'33"4 | +2'30"7  |
| 10      | Eva Nývltová Karolína Grohová Petra Nováková Klára Moravcová              | Rep. Ceca   | 56'29"8 | +3'27"1  |
| 11      | Alenka Čebašek Katja Višnar Barbara Jezeršek Vesna Fabjan                 | Slovenia    | 56'37"0 | +3'34"3  |
| 12      | Tetjana Antypenko Valentyna Ševčenko Maryna Ancybor Kateryna Hryhorenko   | Ucraina     | 56'56"1 | +3'53"3  |
| 13      | Katerina Smutna Nathalie Schwarz Teresa Stadlober Veronika Mayerhofer     | Austria     | 57'04"7 | +4'02"0  |
| 14      | Perianne Jones Daria Gaiazova Emily Nishikawa Brittany Webster            | Canada      | 59'13"6 | +6'10"9  |

Data: Sabato 15 febbraio 2014

Ora locale: 14:00

Pista: 
Legenda:
- DNS = non partite (did not start)
- DNF = prova non completata (did not finish)
- DSQ = squalificate (disqualified)
- Pos. = posizione